# Låsen
Der Låsen (norwegisch; englische Übersetzung the snap) ist ein 1638 m hoher Nunatak im ostantarktischen Königin-Maud-Land. Er ragt als höchste Erhebung der Gebirgsgruppe Perlebandet im Gebirge Sør Rondane auf.
Wissenschaftler des Norwegischen Polarinstituts benannten ihn 1988.